# Wartości autoteliczne
Wartości autoteliczne – wartość sama w sobie, naczelna, centralna, zajmująca najważniejsze miejsce w hierarchii wartości. Realizacja tych wartości jest dobrem samym w sobie. Wartości autotelicznej nie ocenia się z punktu widzenia prakseologii, ponieważ jest ona już wartością z powodu swego istnienia.